# 花井假白烏介
花井假白烏介（学名：Falsobuntonia hanaii）为粗面介科假白烏介屬下的一个种。